# سامسونج جالكسي نوت 4
سامسونج جلاكسي نوت 4 (بالإنجليزية: Samsung Galaxy Note 4)‏ هو هاتف ذكي من هواتف سامسونج الذكيةيعمل بنظام أندرويد تم الكشف عنه في 3 سبتمبر 2014 في معرض إيفا برلين، تم طرحه في الأسواق في أكتوبر 2014.

## الخصائص
- نظام التشغيل: أندرويد 4.4.4 KitKat قابل للتحديث حتى أندرويد 6.0.1 marshmellow
- الكاميرا الأمامية: 3.7 ميجابكسل
- الكاميرا الخلفية: 16 ميجابكسل
- الوزن: 176 غ (6.2 أونصة)
- المعالج: 805 الاصدار SM-N910S  Exynos 5433 الاصدار SM-N910Cسرعة المعالج رباعي النواه 2.7 جيجا هرتز Krait 450 للاصدار SM-N910S  او رباعي النواه 1.3 جيجا هرتز Cortex-A53 و رباعي النواه 1.9 جيجا هرتز Cortex-A57 للاصدار SM-N910C
- الذاكرة العشوائية: 3 جيجابايت
- التخزين: 32 جيجابايت ذاكرة وميضية